# Ágnes Bukta
Ágnes Bukta (* 29. Oktober 1993 in Szolnok) ist eine ehemalige ungarische Tennisspielerin.

## Karriere
Bukta spielte überwiegend Junioren- und ITF-Turniere. Sie gewann auf dem ITF Women’s Circuit acht Einzel- und 20 Doppeltitel. 2014 spielte sie in der ungarischen Szuperliga für Diego VKE.
Bukta trat 2013 beim Turnier in Budapest erstmals auf der WTA Tour an; in der ersten Runde besiegte sie Sandra Záhlavová, anschließend verlor sie gegen Simona Halep.

## Turniersiege

### Einzel
| Nr. | Datum             | Turnier | Kategorie   | Belag | Finalgegnerin      | Ergebnis      |
| --- | ----------------- | ------- | ----------- | ----- | ------------------ | ------------- |
| 1.  | 17. November 2012 | Antalya | ITF $10.000 | Sand  | Laura-Ioana Andrei | 6:2, 5:7, 6:3 |
| 2.  | 14. April 2013    | Bol     | ITF $10.000 | Sand  | Bernarda Pera      | 5:7, 6:2, 7:5 |
| 3.  | 21. April 2013    | Šibenik | ITF $10.000 | Sand  | Barbora Krejčíková | 6:3, 6:2      |
| 4.  | 10. November 2013 | Umag    | ITF $10.000 | Sand  | Adrijana Lekaj     | 6:0, 6:1      |
| 5.  | 31. Juli 2016     | Palić   | ITF $10.000 | Sand  | Sara Cakarevic     | 6:4, 1:6, 6:4 |
| 6.  | 30. Oktober 2016  | Antalya | ITF $10.000 | Sand  | Uljana Ayzatulina  | 7:5, 6:1      |
| 7.  | 27. November 2016 | Antalya | ITF $10.000 | Sand  | Dana Kremer        | 7:5, 6:2      |
| 8.  | 4. Dezember 2016  | Antalya | ITF $10.000 | Sand  | Vanda Lukács       | 6:4, 2:6, 6:4 |

### Doppel
| Nr. | Datum              | Turnier   | Kategorie   | Belag        | Partnerin              | Finalgegnerinnen                           | Ergebnis         |
| --- | ------------------ | --------- | ----------- | ------------ | ---------------------- | ------------------------------------------ | ---------------- |
| 1.  | 10. November 2012  | Antalya   | ITF $10.000 | Sand         | Petra Krejsová         | Diana Buzean Daniëlle Harmsen              | kampflos         |
| 2.  | 24. Februar 2013   | Antalya   | ITF $10.000 | Sand         | Vivien Juhászová       | Ioana Ducu Cristina Ene                    | 6:1, 2:6, [10:6] |
| 3.  | 27. Oktober 2013   | Dubrovnik | ITF $10.000 | Sand         | Vivien Juhászová       | Lenka Juríková Barbora Krejčíková          | 6:3, 6:3         |
| 4.  | 10. November 2013  | Umag      | ITF $10.000 | Sand         | Vivien Juhászová       | Aljona Sotnykowa Giulia Sussarello         | 6:4, 6:0         |
| 5.  | 6. April 2014      | Šibenik   | ITF $10.000 | Sand         | Viktoriya Tomova       | Eva Rutarová Karolína Stuchlá              | 7:612, 6:1       |
| 6.  | 13. April 2014     | Bol       | ITF $10.000 | Sand         | Viktoriya Tomova       | Karolína Stuchlá Carla Touly               | 6:2, 6:1         |
| 7.  | 22. Februar 2015   | Palmanova | ITF $10.000 | Sand         | Irina Maria Bara       | Ana Bianca Mihăilă Gabriela Pantůčková     | 6:1, 6:1         |
| 8.  | 1. März 2015       | Palmanova | ITF $10.000 | Sand         | Irina Maria Bara       | Kim Grajdek Akvilė Paražinskaitė           | 6:2, 6:4         |
| 9.  | 22. März 2012      | Gonesse   | ITF $10.000 | Sand (Halle) | Oana Georgeta Simion   | Elizaweta Jantschuk Olha Jantschuk         | 6:4, 3:6, [10:6] |
| 10. | 13. Juni 2015      | Bol       | ITF $10.000 | Sand         | Jewgenija Paschkowa    | Liv Geurts Janneke Wikkerink               | kampflos         |
| 11. | 29. August 2015    | Čakovec   | ITF $10.000 | Sand         | Vivien Juhászová       | Nina Holanová Katarína Strešnáková         | 6:4, 6:2         |
| 12. | 20. September 2015 | Brčko     | ITF $10.000 | Sand         | Vivien Juhászová       | Anita Husarić Janina Toljan                | 5:7, 6:4, [10:8] |
| 13. | 16. November 2015  | Antalya   | ITF $10.000 | Sand         | Vivien Juhászová       | Anna Bondár Rebeka Stolmár                 | 7:5, 6:3         |
| 14. | 16. Januar 2016    | Antalya   | ITF $10.000 | Sand         | Julia Grabher          | Ekaterine Gorgodse Sopia Kwazabaia         | 1:6, 6:4, [11:9] |
| 15. | 6. Februar 2016    | Antalya   | ITF $10.000 | Sand         | Julia Grabher          | Daiana Negreanu Kyra Shroff                | 6:3, 6:4         |
| 16. | 26. März 2016      | Antalya   | ITF $10.000 | Hartplatz    | Vivien Juhászová       | Michaela Hončová Chantal Škamlová          | 6:4, 6:1         |
| 17. | 22. Oktober 2016   | Antalya   | ITF $10.000 | Sand         | Diana Enache           | Uljana Ayzatulina Anastasija Poplavska     | 6:4, 6:1         |
| 18. | 4. Dezember 2016   | Antalya   | ITF $10.000 | Sand         | Anastassija Schoschyna | Ani Wangelowa Caitlyn Williams             | 6:2, 4:6, [10:7] |
| 19. | 3. März 2018       | Antalya   | ITF $15.000 | Sand         | Dea Herdželaš          | Amina Anschba Anastassija Wassyljewa       | 6:3, 6:3         |
| 20. | 10. November 2018  | Antalya   | ITF $15.000 | Hartplatz    | Dia Ewtimowa           | Weronika Pepeljajewa Anastassija Tichonowa | 6:3, 3:6, [11:9] |